# العلاقات الليبية الماليزية
العلاقات الليبية الماليزية هي العلاقات الثنائية التي تجمع بين ليبيا وماليزيا.

## مقارنة بين البلدين
هذه مقارنة عامة ومرجعية للدولتين:
| وجه المقارنة                                              | ليبيا                                       | ماليزيا       |
| --------------------------------------------------------- | ------------------------------------------- | ------------- |
| المساحة (كم2)                                             | 1.76 مليون                                  | 330.29 ألف    |
| عدد السكان (نسمة)                                         | 6.37 مليون                                  | 31.62 مليون   |
| الكثافة السكانية (ن./كم²)                                 | 3.62                                        | 95.73         |
| العاصمة                                                   | طرابلس                                      | كوالالمبور    |
| اللغة الرسمية                                             | اللغة العربية، اللغة العربية الفصحى الحديثة | لغة ماليزية   |
| العملة                                                    | دينار ليبي                                  | رينغيت ماليزي |
| الناتج المحلي الإجمالي (بليون دولار)                      | 50.98 مليار                                 | 314.50 مليار  |
| الناتج المحلي الإجمالي (تعادل القوة الشرائية) بليون دولار | 69.32 مليار                                 | 817.43 مليار  |
| الناتج المحلي الإجمالي الاسمي للفرد دولار أمريكي          |                                             | 9.77 ألف      |
| الناتج المحلي الإجمالي للفرد دولار أمريكي                 | 15.60 ألف                                   | 25.64 ألف     |
| مؤشر التنمية البشرية                                      | 0.724                                       | 0.779         |
| رمز المكالمات الدولي                                      | +218                                        | +60           |
| رمز الإنترنت                                              | .ly                                         | .my           |
| المنطقة الزمنية                                           | ت ع م+02:00، توقيت شرق أوروبا               | ت ع م+08:00   |

## منظمات دولية مشتركة
يشترك البلدان في عضوية مجموعة من المنظمات الدولية، منها:
| علم المنظمة | اسم المنظمة                        | تاريخ انضمام ليبيا | تاريخ انضمام ماليزيا |
| ----------- | ---------------------------------- | ------------------ | -------------------- |
|             | البنك الدولي للإنشاء والتعمير      | 17 سبتمبر 1958     | 7 مارس 1958          |
|             | منظمة التعاون الإسلامي             | ?                  | ?                    |
|             | منظمة حظر الأسلحة الكيميائية       | ?                  | ?                    |
|             | الأمم المتحدة                      | 14 ديسمبر 1955     | 17 سبتمبر 1957       |
|             | منظمة الشرطة الجنائية الدولية      | ?                  | ?                    |
|             | وكالة ضمان الاستثمار متعدد الأطراف | 5 أبريل 1993       | 6 ديسمبر 1991        |
|             | يونسكو                             | 27 يونيو 1953      | 16 يونيو 1958        |
|             | مؤسسة التنمية الدولية              | 1 أغسطس 1961       | 24 سبتمبر 1960       |
|             | مؤسسة التمويل الدولية              | 18 سبتمبر 1958     | 20 مارس 1958         |
|             | الاتحاد البريدي العالمي            | ?                  | ?                    |
|             | الاتحاد الدولي للاتصالات           | 3 فبراير 1953      | 3 فبراير 1958        |

## أعلام
هذه قائمة لبعض الشخصيات التي تربطها علاقات بالبلدين:
- أنور الفيتوري (سياسي ليبي، 1964 – )

## وصلات خارجية
- موقع وزارة الخارجية الليبية
- موقع وزارة الخارجية الماليزية